# Phyllanthus oblanceolatus
Phyllanthus oblanceolatus är en emblikaväxtart som beskrevs av J.T.Hunter och J.J.Bruhl. Phyllanthus oblanceolatus ingår i släktet Phyllanthus och familjen emblikaväxter. Inga underarter finns listade i Catalogue of Life.